# Мамедова, Говхар Наги кызы
Мамедова, Говхар Наги кызы (азерб. Gövhər Məmmədova; 5 марта 1947, Баку — 17 апреля 2019, Баку) — советский и азербайджанский историк. Лауреат Государственной премии Азербайджанской Республики в области науки (2012).

## Биография
Родилась в 1947 году в Баку. С 1965 по 1969 гг. училась на историческом факультете Азербайджанского Государственного Университета (ныне Бакинский Государственный Университет). С 1969 по 2019 гг. работала в Институте истории Национальной Академии Наук Азербайджана, где с 1983 г. занимала должность учёного секретаря Института.
В 1980 г. защитила диссертацию на соискание ученой степени кандидата исторических наук по теме «Русские консулы об Азербайджане (20-60-е годы XVIII века)».
Основным предметом научных исследований Г. Н. Мамедовой были Кавказская политика России и история Азербайджана. Она была автором около 30-и напечатанных научных трудов (в том числе 4-х за рубежом). Проведя исследования на основе многочисленных документов, содержащихся в государственных архивах Российской Федерации, Г. Н. Мамедова привнесла ощутимый вклад в науку истории Азербайджана. Г. Н. Мамедова участвовала и выступала с докладами на многочисленных международных научных конференциях, проводимых в Баку, Москве, Таллинне, Ташкенте, Карачи и других городах.
Принимала активное участие в подготовке кадров. Будучи научным руководителем, она подготовила нескольких кандидатов исторических наук.
Завершила работу над диссертацией на соискание ученой степени доктора исторических наук по теме «Политическая история Ширвана в начале XVIII—XIX веков», однако, не успела защитить работу.
Скончалась 17 апреля 2019 г. в Баку.
Награды
Распоряжением Президента Азербайджанской Республики Ильхама Алиева за N 2238 от 25 мая 2012 года была удостоена Государственной премии за ряд научных работ по истории Карабаха, Нахичевани и Иреванского ханства.

## Сочинения
Книги
- Русские консулы об Азербайджане (20-60-е годы XVIII в.). Баку-Элм-1989.
- О походе В.Зубова в Азербайджан в 1796 г. Баку, Элм, 2003 г.
- İrəvan xanlığı. Rusiya işğalı və ermənilərin Şimali Azərbayjan torpaqlarına köçürülməsi. Bakı, «Çaşıoğlu», 2009, (həmmüəllif).
- The Iravan kanate. The Russian occupation and the relocation of Armenians to the lands of North Azerbaijan. Baku, "Chashioqlu, " 2010, (həmmüəllif).
- Иреванское ханство. Российское завоевание и переселение армян на земли Северного Азербайджана. Баку, «Чашыоглу», 2010, (həmmüəllif).

Статьи
- К вопросу об учреждении первого русского консульства в Азербайджане (1720 год). // «Известия АН Азерб. ССР», серия истории, философии и права, 1975, № 3.
- Некоторые вопросы истории Азербайджана в «Журнале» консула С.Аврамова (1721 г.). // «Известия АН Азерб. ССР», серия истории, философии и права, 1977, № 2.
- К вопросу об азербайджанско-русских торговых отношениях во второй половине XVIII в. по донесениям русских консулов (50-е годы) // «Известия АН Азерб. ССР», серия истории, философии и права, 1978, № 1.
- О попытке перенесения центра русской консульской резиденции в город Баку в первой половине XVIII в. // «Известия АН Азерб. ССР», серия истории, философии и права, 1980, № 2.
- О торговых связях городов Азербайджана и Средней Азии в XVIII веке. (Город Средней Азии периода позднего феодализма. Ташкент, издание Узбекской ССР, 1990 (в соавторстве).
- Urmiye Hanlığı. «Türkler», VII cild, (Yeni Türkiye yayınları). Ankara — 2002, s. 133—150.
- Несколько слов о последствиях похода В.Зубова в Азербайджан в 1796 г. // Azərbaycan МЕА Tarix İnstitutu Azərbaycan Tarix Qurumu. Azərbaycan Xalq Cümhuriyyətinin 85-ci ildönümünə həsr olunmuş Respublika elmi konfransının materialları. Bakı, 2003, s. 209—223.
- Азербайджан в восточной политике России в начале XVIII в. // Исторические факты о деяниях армян на азербайджанской земле. Баку, Елм, 2003, с. 163—170.
- Azerbaijan in policy of Russia in the early 18th century // Historical facts of Armenian’ crimes in Azerbaijan. Baku, «Elm», 2003, c. 163—170.
- Gəncəli Cavad xan haqqında bir necə söz (Vəfatının 200 illiyi münasibətilə). // Gəncə şəhərinin taraxinə həsr olunmuş elmi praktiki konfransın materialları. Gəncə, 2004, s. 121—127.
- К вопросу о меликах и меликствах Азербайджана в XVIII в. // Известия Национальной Академии Наук Азербайджана. Серия истории, философии и права, 2004, № 4, с. 33-50.
- Несколько слов о шекинском восстании во главе с Гаджи Челеби против Надир шаха // Azərbaycan MEA Tarix İnstitutu Azərbaycan Tarix Qurumu. Azərbaycan Xalq Cümhuriyyətinin * * 86-ci ildönümünə həsr olunmuş Respublika elmi konfransının materialları. Bakı, 2004, s. 177—188 (в соавторстве).
- К вопросу о Ширванском восстании 1743 г. Azərbaycan Arxeologiyası və Etnoqrafiyası. // AMEA Arxeologiya və Etnoqrafiya İnstitutu. Bakı, 2004, s. 174—182 (в соавторстве).
- Азербайджан в восточной политике России и «армянский вопрос» в XVIII — начале XIX вв. // Азербайджан и азербайджанцы. Баку, № 1-6, с. 35-48.
- О книге члена-корреспондента НАНА Ф.Дж. Мамедовой «Кавказская Албания и албаны» (Баку, 2005, 798 страниц). // Газета «Каспий», 19 января 2006 г.
- К вопросу о христианских меликах и меликствах Северного Азербайджана в XVIII в. // Гарабаг: Кюрекчайский договор — 200. Баку, 2005, с. 67-82.
- Азербайджан (исторический очерк). // Большая Российская Энциклопедия. М., 2006, с. 262 (в соавторстве).
- К вопросу политической консолидации Северо-Восточного Азербайджана во второй половине XVIII в. // AMEA Tarix İnstitutunun «Elmi əsərləri», c. 19. Bakı, 2007, s. 77-87.
- XVIII əsrin 30-40 illərində Car və Şəki bölqəsində xalq azadlıq hərəkatı tarixindən. // AMEA Tarix İnstitutunun «Elmi əsərləri», c. 20. Bakı, 2007, c. 24-28.
- About the Christian Meliks and Melikates of North Azerbaijan in the XVIII Century. // Президиум Национальной Академии наук Азербайджана. «Азербайджан и азербайджанцы». Баку, 2009, с. 83-93.
- Азербайджан в восточной политике России в начале XVIII в. // Исторические факты о деяниях армян на азербайджанской земле. Бишкек, Мегамедиа, 2009, с. 150—154.
- Azerbaijan in policy of Russia in the early 18th century // Historical facts of Armenian’ crimes in Azerbaijan. Bishkek, Megamedia, 2009, c. 150—154.